# قارورة كلاين

تمثيل ثنائي الأبعاد مغمور في فضاء ثلاثي الأبعاد.

قارورة كلاين (بالإنجليزية: Klein bottle)‏ في الرياضيات هي مثال على سطح غير قابل للتوجيه، حيث أنه لا يمكن التمييز بين داخل وخارج السطح. وكان أول وصف لقارورة كلاين في عام 1882 من قبل عالم الرياضيات فيليكس كلاين الألماني. الاسم العلمي و الأكثر دقة لقارورة كلاين هو Fläche Kleinsche «سطح كلاين» ولكن الترجمة الخاطئة أدت في نهاية المطاف إلى اعتماد هذا المصطلح في اللغة الألمانية كذلك، وهي عبارة عن سطح له وجه واحد (ليس له وجهان (داخلي و خارجي) وليس له حدود (مثل الكرة)

## البناء
سطح كلاين سطح طوبولوجي لا يمكن انشائه في فضاء ثلاثي الابعاد ، ولكن يمكن تكوين نموذج تقريبي له يشبه القارورة و هو يعتبر مسقط لسطح كلاين في فضاء ثلاثي الأبعاد.
و لصناعة هذا النموذج يجب استخدام صفيحة مربعة الشكل يتم طيها أولا لتشكيل أسطوانة ثم يتم إدخال أحد أطراف هذه الأسطوانة في جدار الطرف الآخر ثم إلصاق الطرفين معاً.
يستلزم وجود سطح كلاين فضاء رباعي الأبعاد  مما يسبب بعض المشاكل عند تمثيله في فضاء ثلاثي الأبعاد فأحدى هذه المشاكل هي تقاطع النموذج ثلاثي الأبعاد مع نفسه مما يعني أن أضرابا ما قد حدث للسطح،
ولكن رغم ذلك يمكن لهذا النموذج وصف بعض خصائص سطح كلاين و هي
- تشكيل (سطح أحادي الوجه)
- إظهار قدرة هذا السطح على أبقاء الفراغ بداخله متصلا مع الفراغ بخارجه
- إظهار سطح لا يحوي أي حدود على عكس شريط موبيوس، مثال _ الكرة : سطح لا يحوي أي حدود

## المقطع
من أهم ميزات نموذج سطح كلاين في الفضاء ثلاثي الابعاد أن مقطعه يعطى على شكل شريط موبيوس و هو أحد الأشكال الطبولوجية أحادية الوجه (غير قابلة للتوجيه)
وهذا سيعني إمكانية صناعة نموذج عن سطح كلاين عند ضم شريطي موربيوس و استخدام شريط آخر ثنائي الوجه (عادي) لأخفاء الحواف.

## التمثيل البياني لسطح كلاين

رسم ثلاثي الأبعاد لقارورة كلاين

تعطى المعادلات الوسيطية للنموذج ثلاثي الأبعاد لسطح كلاين كالتالي
{\displaystyle {\begin{aligned}x(u,v)&=-{\frac {2}{15}}\cos u(3\cos {v}-30\sin {u}+90\cos ^{4}{u}\sin {u}\\&\quad -60\cos ^{6}{u}\sin {u}+5\cos {u}\cos {v}\sin {u})\\y(u,v)&=-{\frac {1}{15}}\sin u(3\cos {v}-3\cos ^{2}{u}\cos {v}-48\cos ^{4}{u}\cos {v}+48\cos ^{6}{u}\\&\quad \cos {v}-60\sin {u}+5\cos {u}\cos {v}\sin {u}-5\cos ^{3}{u}\cos {v}\sin {u}-80\\&\quad \cos ^{5}{u}\cos {v}\sin {u}+80\cos ^{7}{u}\cos {v}\sin {u})\\z(u,v)&={\frac {2}{15}}(3+5\cos {u}\sin {u})\sin {v}\end{aligned}}}
مع العلم أن
{\displaystyle (0\leq u<\pi ,0\leq v<2\pi )}

## معرض الصور